# SurActivo

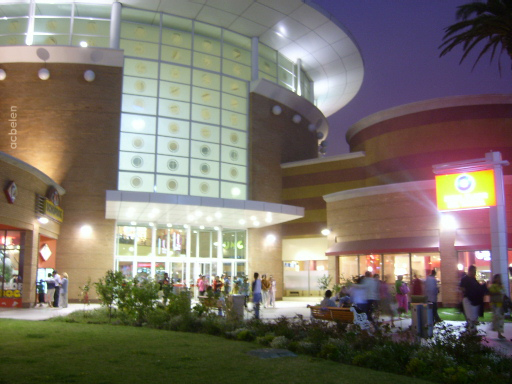
Fachada do Mall Plaza del Trébol localizada em frente ao SurActivo.

SurActivo é um centro de eventos localizado na comuna chilena de Hualpén, pertencente à região metropolitana chamada de Grande Concepción, na Província de Concepción, Região do Biobío. Acabara de ser edificado em outubro de 2003, Possui uma superfície de 2.785 m2 e utiliza-se para a organização de conferências e palestras; eventos musicais, laborais, estudantis, comerciais e culturais.
Dispõe de uma lotação para 10 mil pessoas e é descrito como um dos espaços arquitetônicos mais importantes da Região do Biobío.
Nas suas instalações tenham se apresentado artistas tais como Los Bunkers, Manuel García, Ana Gabriel, Los Tetas, Los Tres, Salvatore Adamo, Stefan Kramer... e Raphael.